# 万代勒
万代勒（法語：Vindelle，法語發音：[vɛ̃dɛl]）是法国夏朗德省的一个市镇，位于该省中部略偏北，属于昂古莱姆区。

## 地理

### 位置和交通
万代勒位于昂古莱姆以北仅8千米处，属于其近郊城镇。与此同时万代勒保留了它的农村特征。
万代勒城堡约位于夏朗德河畔圣伊里耶以北5千米处，瓦尔斯的南部。
万代勒位于法国国道737号和139号的交叉点，在这个高处它们跨越夏朗德河的河谷，因此万代勒位于法国的一个交通枢纽上。夏朗德省省道D37线、D117线和D406线在万代勒的镇中心交汇，它们各有一座跨越夏朗德河的桥。省道D939线在万代勒以东不远的地方略过市区。
距离最近的火车站位于昂古莱姆。

### 村镇
万代勒周边有四个比较重要的村落。与其它类似的城市相比万代勒的居住区比较疏散。

### 地理和地形
万代勒的地由晚侏罗世的石灰岩组成。在万代勒的西部边境它组成面向东北的單面山，尤其在昂古莱姆的北部它相应于夏朗德河谷的西岸。在这个斜坡上还可以找到小块的第四紀沙砾。
夏朗德河谷的一个凸出的大曲流组成万代勒东部的一大部分。在个别地方第四纪沉积下来的泥沙沖積層导致的河階堆积高达10米。河床本身的淤泥是比较近代冲流下来的。
万代勒境遇的东部比西部稍微高一点，其最高处位于镇的西部边境，海拔125米。最低处位于夏朗德河的河面上，海拔31米。居民区位于平均海拔38米处。

### 水文

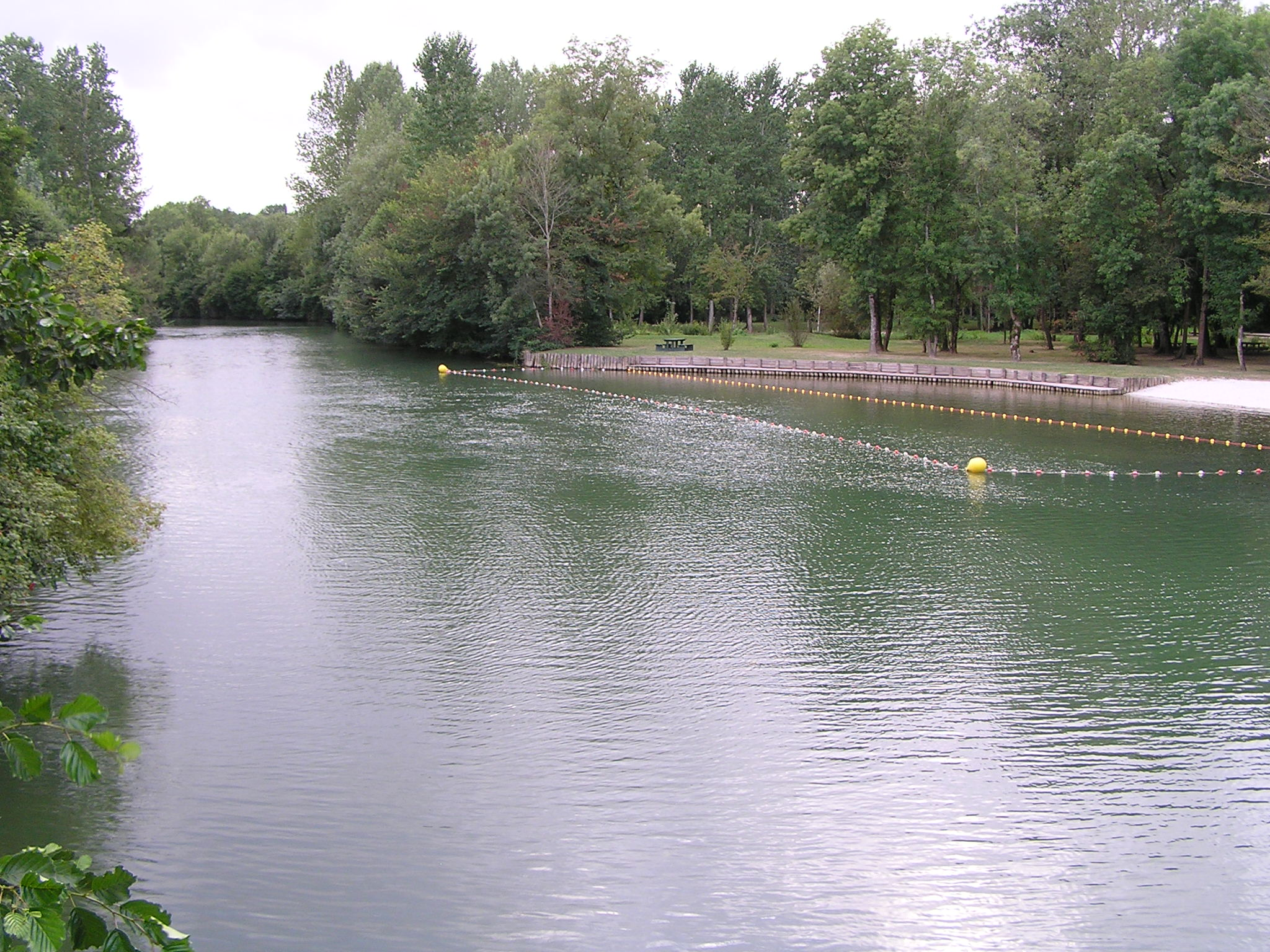
夏朗德河

万代勒位于夏朗德河昂古莱姆上游的一个大曲流上。这个曲流位于镇的南部，共长2.5千米。

### 气候
如同夏朗德省三分之四的地区万代勒属于海洋性气候。

## 地名
919年万代勒首次以的写法被证实，后来也有的写法。1020年又有的写法，1491年。最后在16世纪演变成今天的写法。
在下拉丁语里是“小葡萄园”的意思。

## 历史

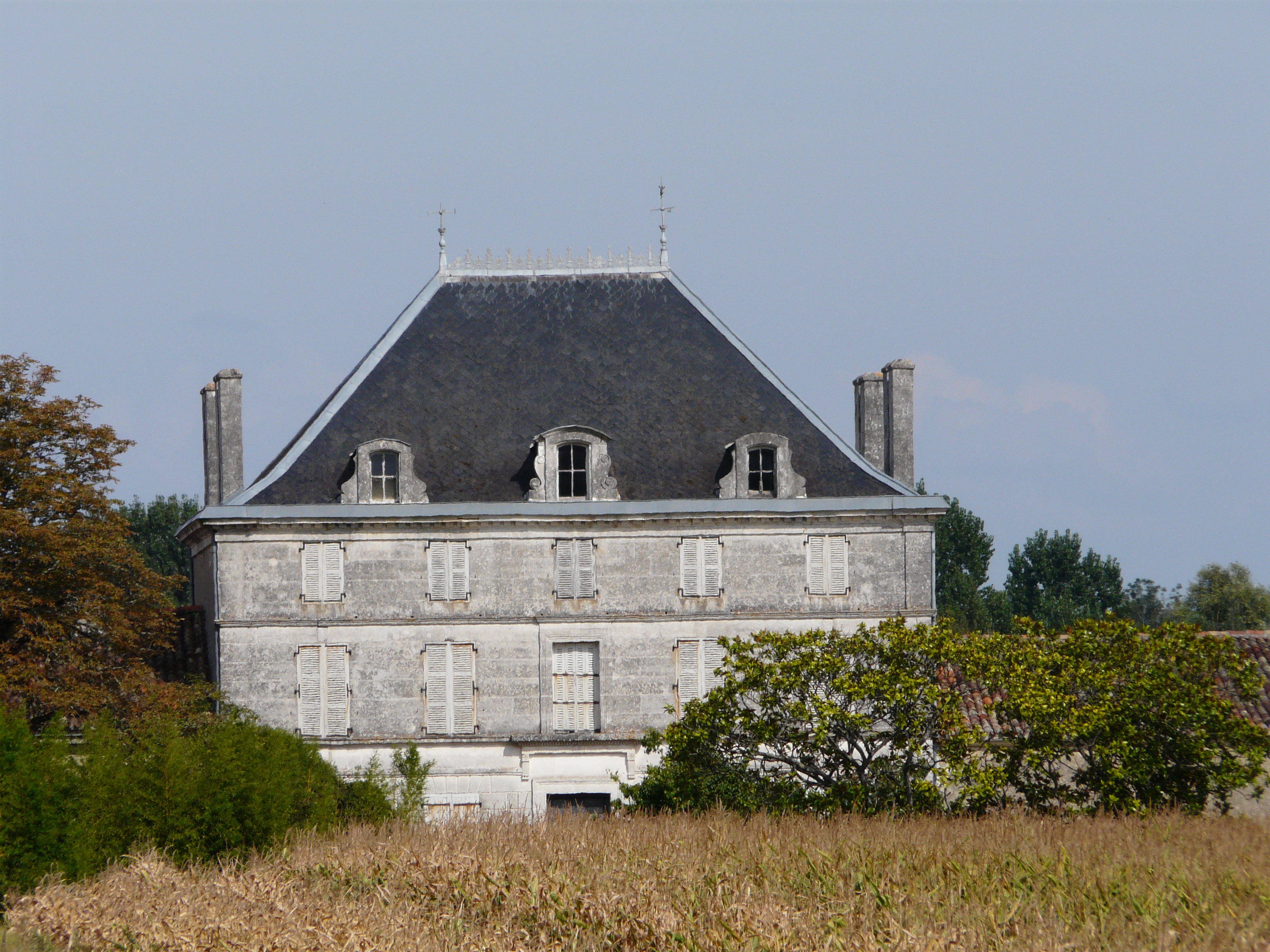
Le Maine Joli

昂古莱姆的伯爵拥有万代勒，为当地保障了数世纪的和平。
过去在夏朗德河谷上有一座城堡，今天仅有一些板刻的图还保存可以显示城堡的形象。当地有一座修道院，传说里面的修道士同时也干强盗生意。今天这座修道院依然保存一些当时遗留下来的物件。沿河谷还可以看到许多富有的农庄。
在修道院教堂的中堂里发现的一些石碑来自7世纪。

## 政府

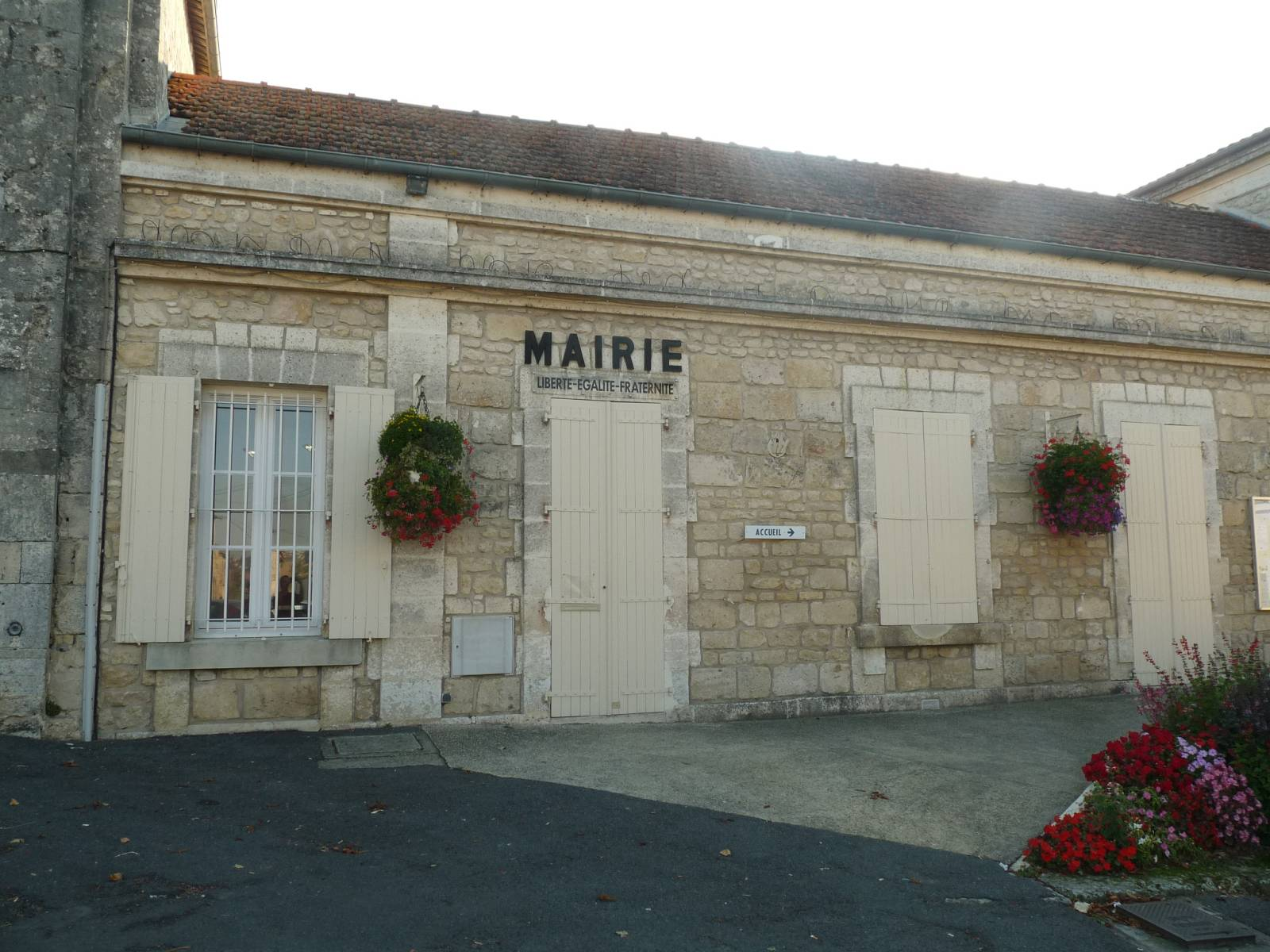
市政厅

万代勒是1801年作为市镇被设立的。

## 人口
万代勒人口变化图示
20世纪末万代勒的人口减少到19世纪末的数目。

## 经济

### 农业
西部的山区和平原的部分地区有生产食用葡萄酒的葡萄园，其中也有名牌的红白葡萄酒以及干邑白蘭地。

## 设施、服务和当地生活

### 教育
万代勒有一座有三个班的小学。

## 古迹和名胜

### 宗教建筑

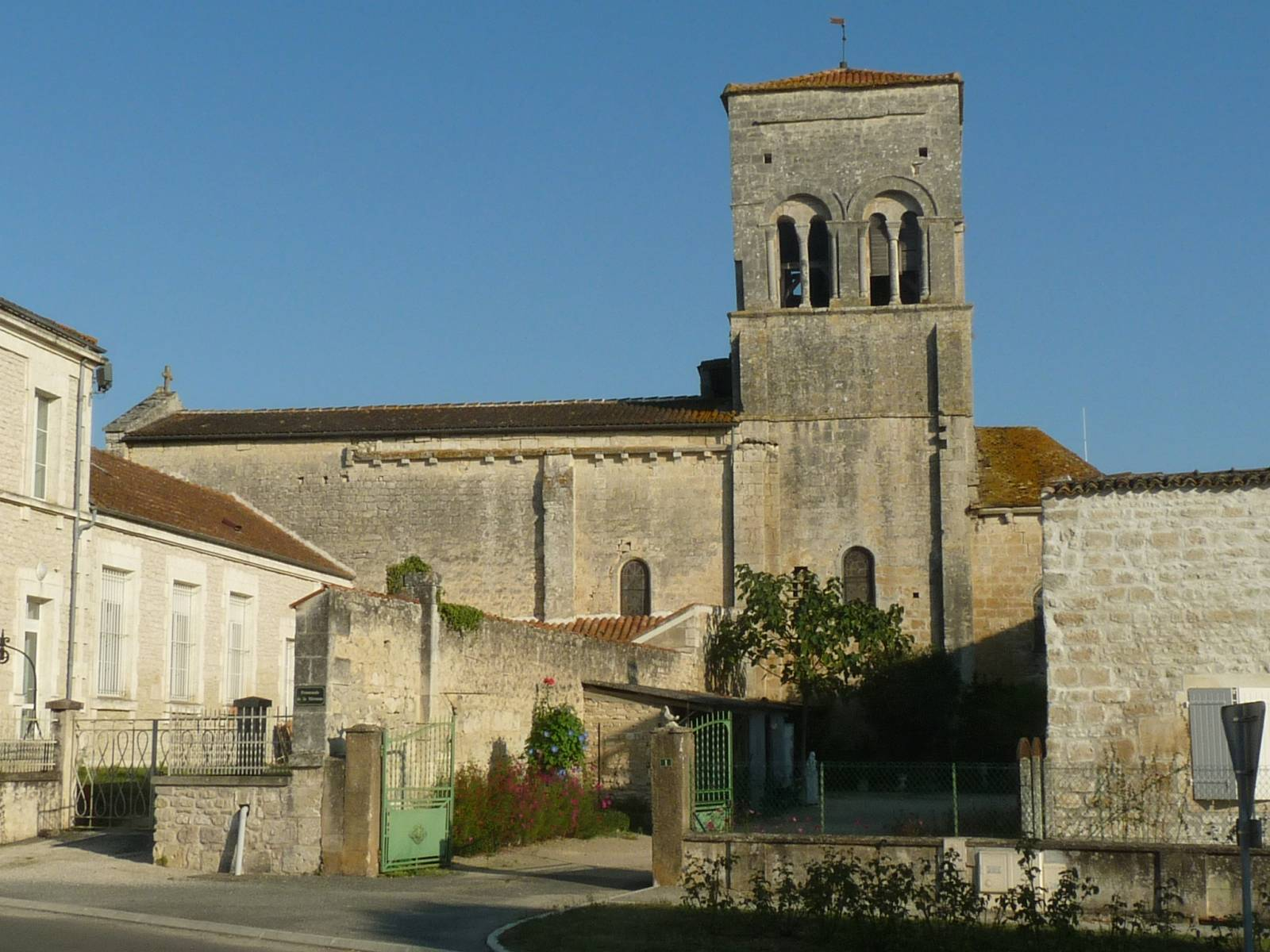
圣克里斯托夫教堂

圣克里斯托夫教堂是一座古老的修道院，12世纪时把11世纪的教堂礼堂扩展。今天的中殿在百年战争中幸存保留下来。在17世纪和19世纪被修缮。1970年和1980年时的修缮发现了原来的壁画。1995年12月4日它被列入法国历史遗迹。教堂钟楼二楼上有两个窗，尤其西部的门面保存完好。
钟楼的楼梯是17世纪建成的，里面挂的三个钟分别是1603年、1604年和1623年铸成的。修道院里还有1604年的铭文。

### 民间建筑
万代勒也有许多民间建筑以及：农庄、门廊、桥梁、洗衣房、喷泉等等。

### 自然名胜

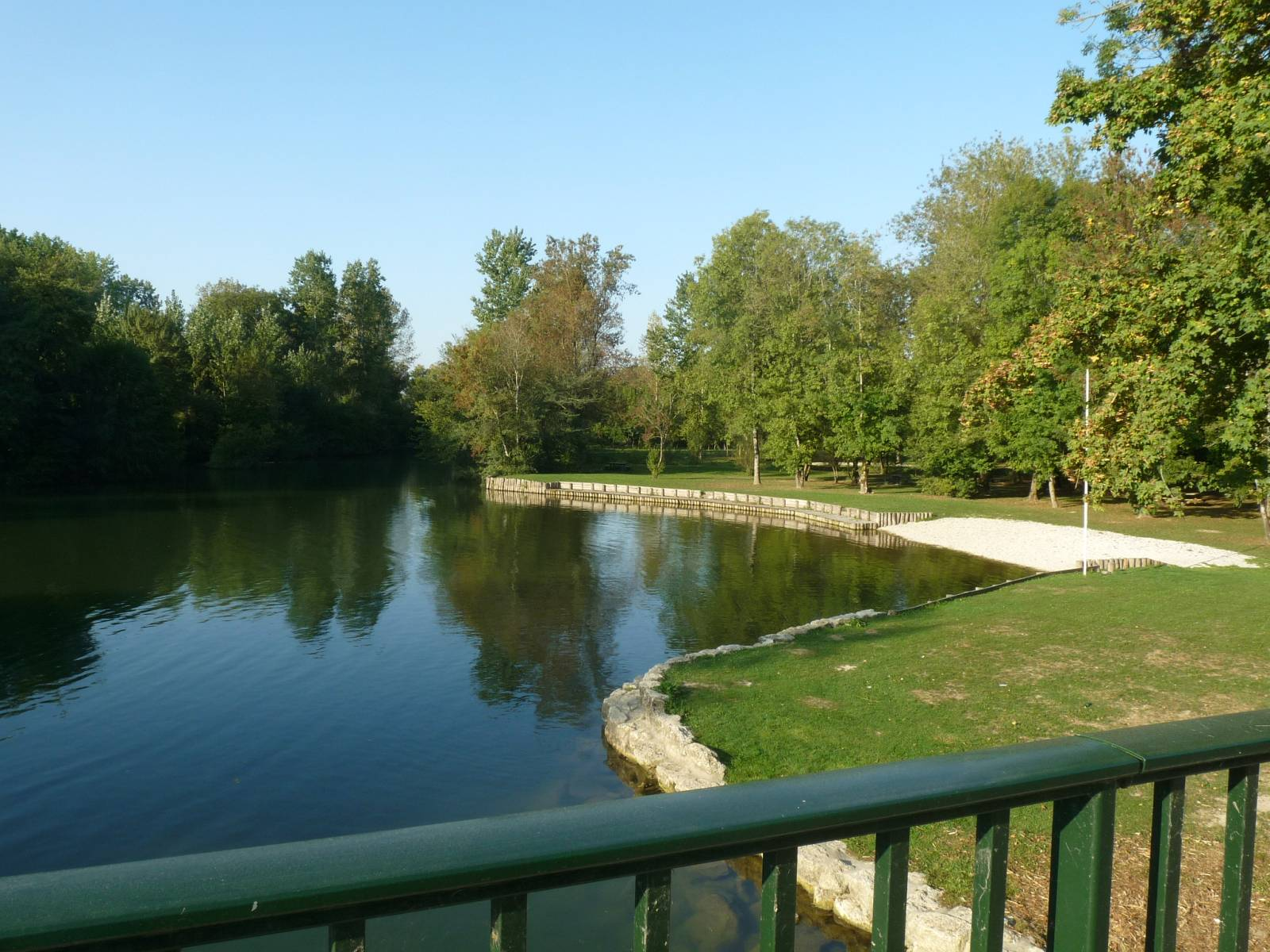
游泳场

在夏朗德河和梅隆河的河畔可以散步、钓鱼和野餐。夏朗德河畔还有一个游泳场，以及邻近的休息处。此外在夏朗德河还有踏船。市政府标明有徒步旅行线路。